# Stadtkanal (Riga)

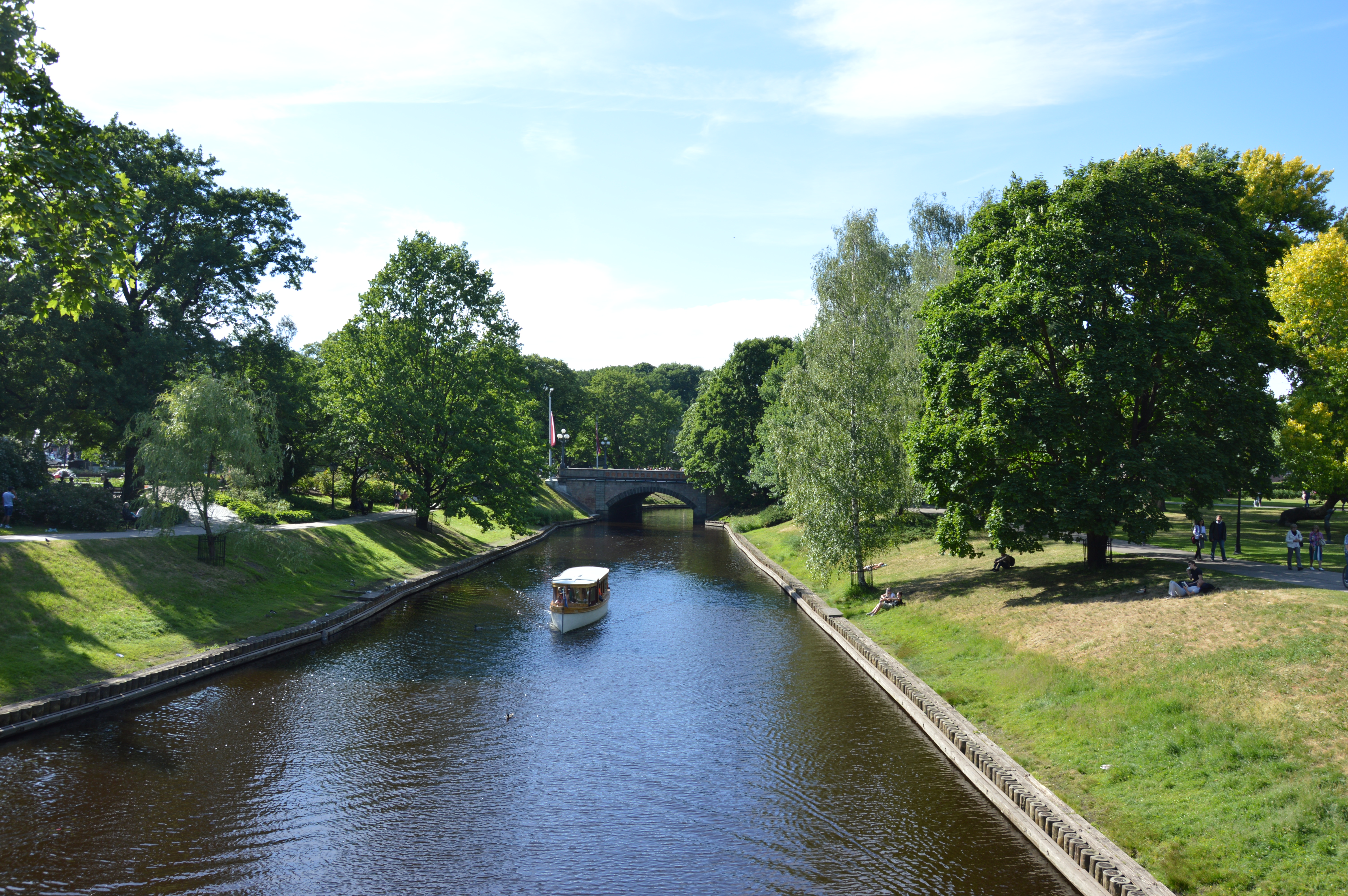
Stadtkanal in Riga

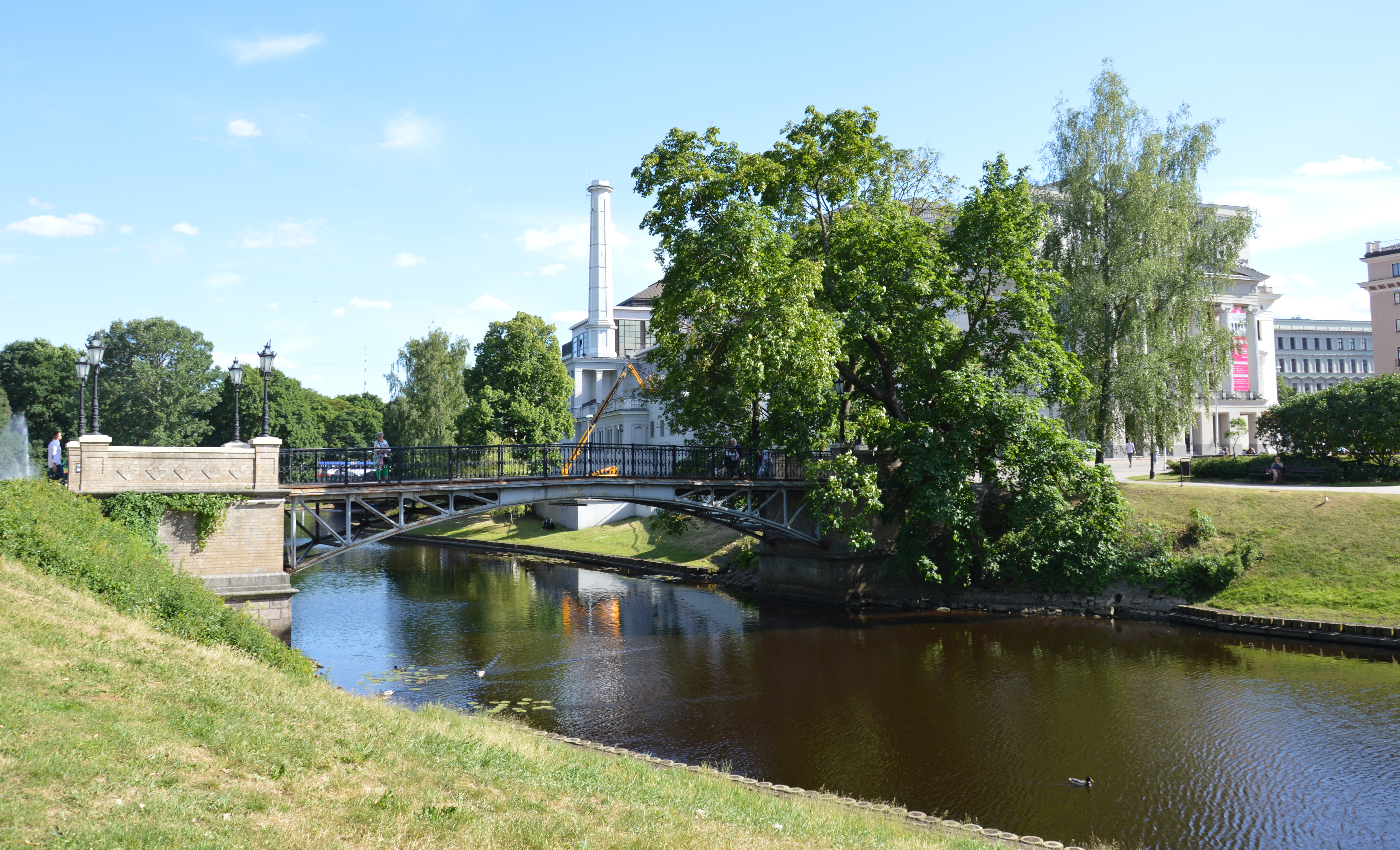
Blick in Richtung Lettische Nationaloper, 2018

Der Stadtkanal (lettisch Pilsētas kanāls) ist ein Kanal in der lettischen Hauptstadt Riga.

## Gestaltung und Geschichte
Der Stadtkanal entstand aus dem 90 Meter breiten Festungsgraben der Rigaer Stadtbefestigung, der sich auf der Ostseite um Riga zog. Sein heutiges Aussehen erhielt er ab 1857. Der Kanal sollte zum Warentransport und als Löschwasserreservoir dienen. Auch in dieser Zeit war jedoch bereits eine Nutzung als Erholungsgebiet beabsichtigt. Diese Funktion prägt die Anlage in heutiger Zeit.
Im Vorfeld der Feierlichkeiten zum 800. Stadtjubiläum Rigas wurde eine Sanierung des Stadtkanals veranlasst, die in zwei Phasen erfolgte. Dabei wurde der Graben auch auf zwei Meter vertieft und seine Einfassung erneuert. Die zweite Phase war im Juni 2002 abgeschlossen. Ab dem Jahr 2009 wurde der motorisierte Schiffsverkehr auf dem Kanal erlaubt, was eine touristische Nutzung des Gewässers ermöglicht.
Er ist 3,2 Kilometer lang und verläuft vom rechten Ufer der Düna, nördlich der Altstadt aus und führt dann durch Parkanlagen, die an der Stelle der historischen Festungsanlagen entstanden. Im nördlichen Teil führt der Kanal durch den Schützengarten (Kronvalda Park), anschließend durch die Parkanlage Basteiberg, bis er schließlich südlich der Altstadt wieder in die Düna einmündet. Der Stadtkanal wird von 16 Brücken überspannt, darunter der Timmbrücke.